# Cikakak (Cikakak)
Cikakak is een bestuurslaag in het regentschap Sukabumi van de provincie West-Java, Indonesië. Cikakak telt 5614 inwoners (volkstelling 2010).